# Анясево
Аня́сево (рос. Анясево, башк. Әнәс) — село у складі Міякинського району Башкортостану, Росія. Адміністративний центр Міякібашевської сільської ради.
До 1 лютого 2010 року село називалось Міякібашево.
Населення — 921 особа (2010; 938 в 2002).
Національний склад:
- башкири — 54%
- татари — 44%